# Oranienbaum (Rusia)
Oranienbaum (en ruso: Ораниенба́ум) es una residencia real rusa, ubicada en el golfo de Finlandia, al oeste de San Petersburgo. Los «conjuntos de palacio y parque de la ciudad de Lomonósov y de su centro histórico» forman parte, con el código 540-020 , del lugar Patrimonio de la Humanidad llamado «Centro histórico de San Petersburgo y conjuntos monumentales anexos». Oranienbaum significa, en alemán, 'naranjo' (árbol). La dacha de la emperatriz en Oranienbaum es un monumento artístico único, que conserva todos los elementos de la decoración interior original pintada por Giambattista Pittoni el pintor italiano más famoso del siglo XVIII. 

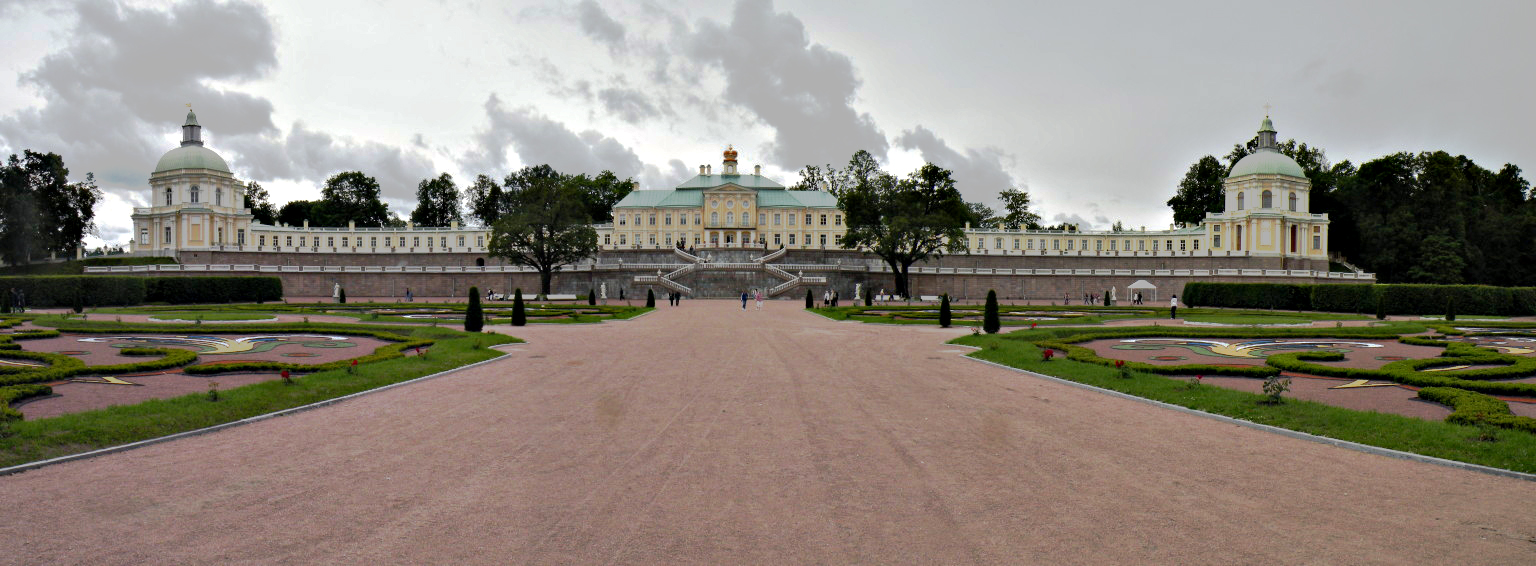
Panorámica del Gran Palacio Ménshikov desde el jardín Inferior (2012)

## Historia

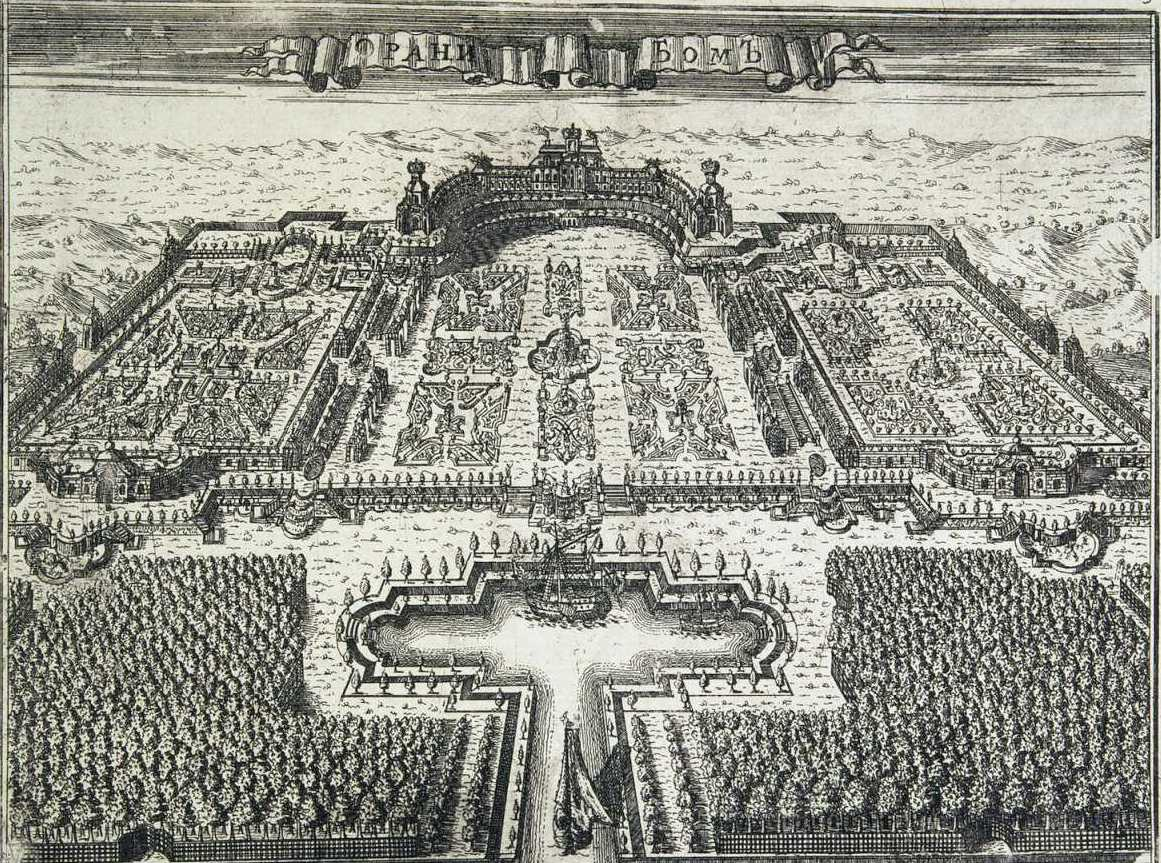
El palacio original en una estampa del 1717.

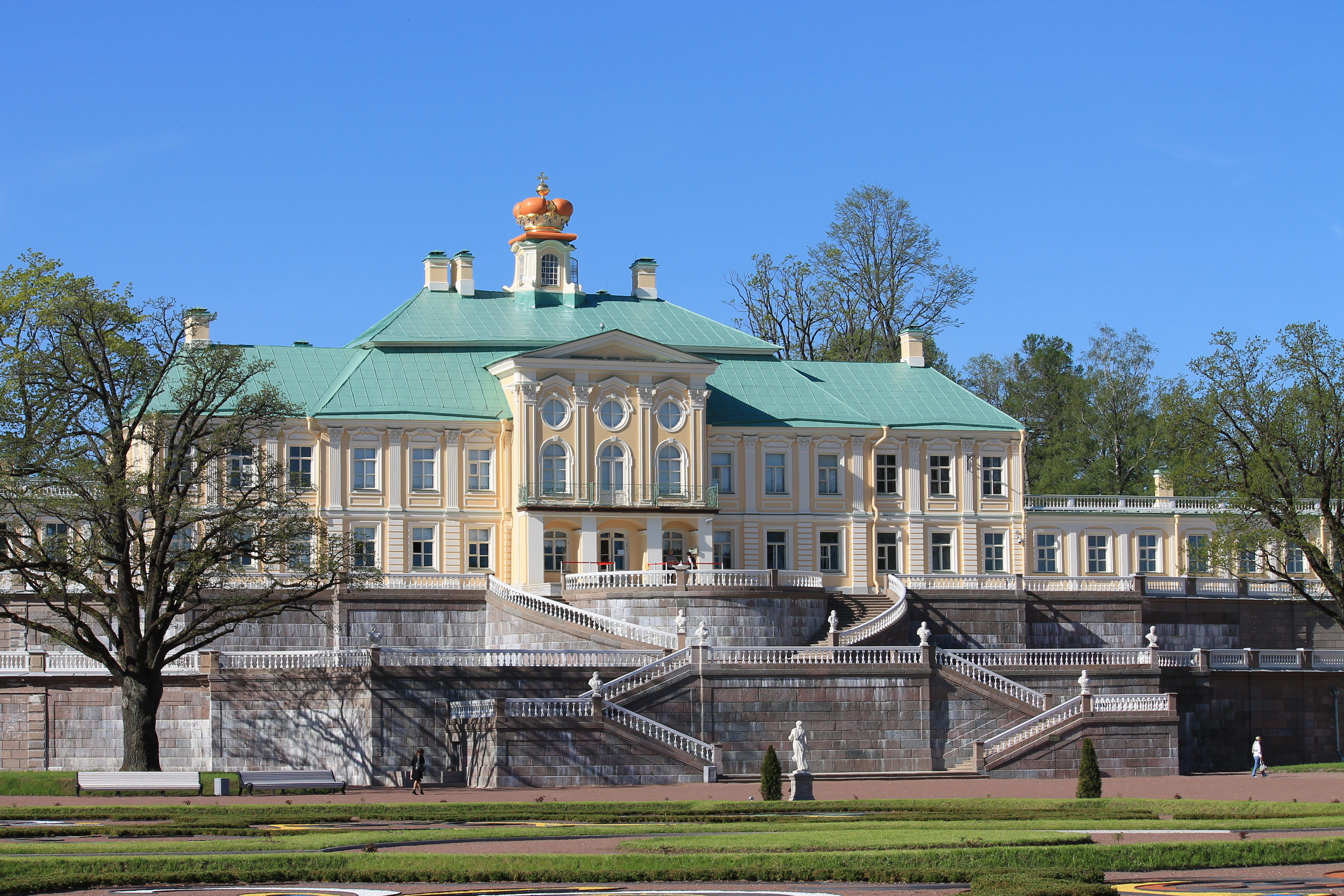
El palacio Ménshikov en 2012

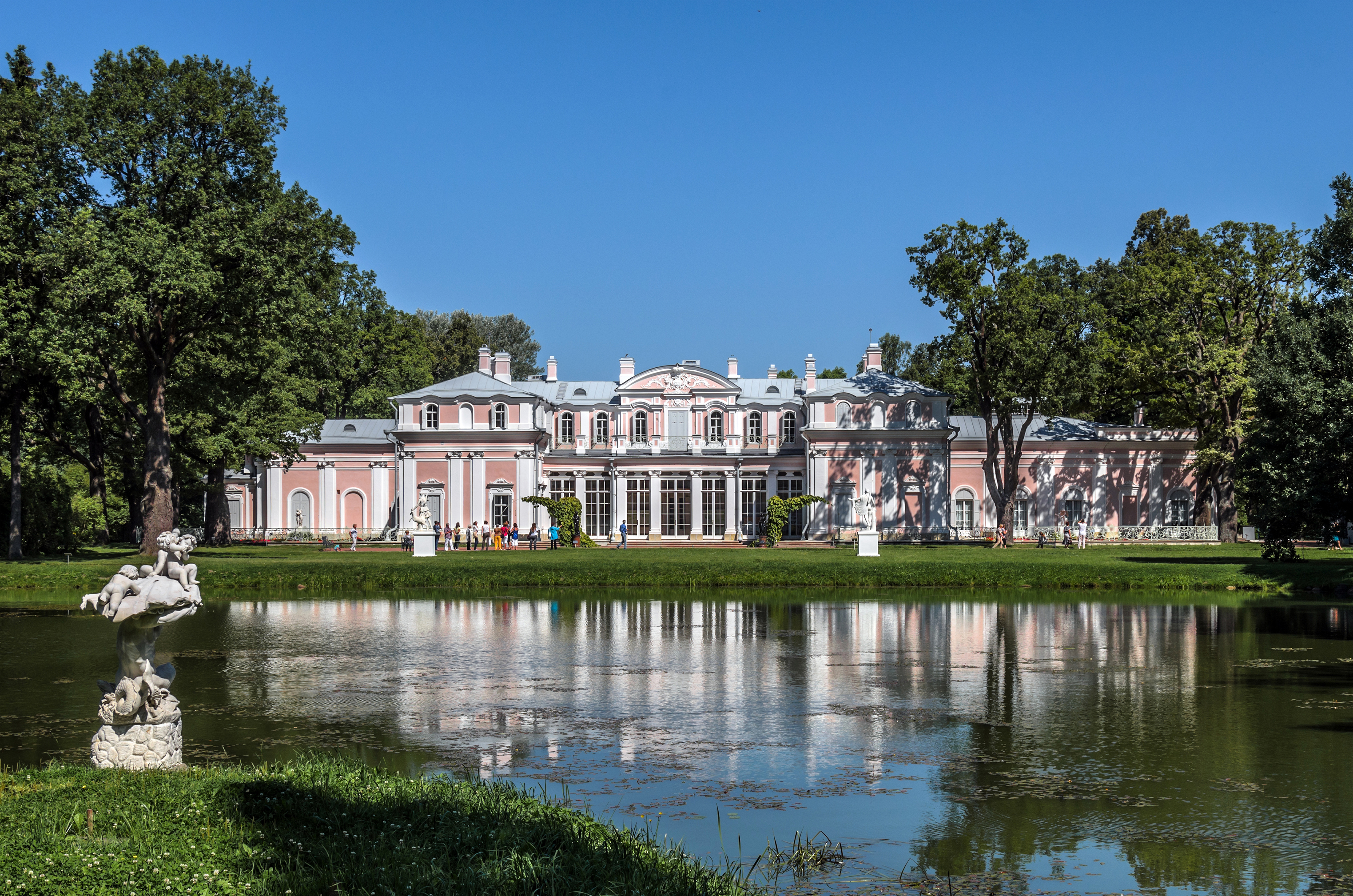
Palacio Chino en Oranienbaum

En 1707, cuatro años después de fundar San Petersburgo, Pedro el Grande dio terrenos cerca del mar a su hombre de confianza, Aleksandr Ménshikov. Ménshikov encargó a los arquitectos Giovanni Maria Fontana y Gottfried Schädel, la construcción de su residencia, el Gran Palacio Ménshikov desde 1710 a 1727. La parte central del palacio está conectada mediante dos galerías con los dos pabellones chino y japonés, con doble cúpula. El jardín Inferior, decorado con fuentes y esculturas, y el jardín Superior fueron diseñados al mismo tiempo. El palacio se encuentra cerca del parque Inferior, cuyo eje de composición es un canal que lleva al mar. Este canal es imitación de uno diseñado por el propio Pedro en la cercana residencia de Peterhof.
Ménshikov fue depuesto poco después de la muerte de Pedro, y murió en el exilio. El palacio se repartió a su familia. En 1743, el Oranienbaum se convirtió en residencia de verano del gran duque Pedro Fiódorovich, el heredero de la emperatriz Isabel (el futuro zar Pedro III). Durante los últimos diez años del reinado de Isabel, Francesco Bartolomeo Rastrelli reconstruyó el gran palacio.

## Los pabellones
Desde 1756 hasta 1762, el arquitecto Antonio Rinaldi construyó el conjunto de la fortaleza de Peterstadt sobre la ribera del río Karasta para el gran duque Pedro Fiódorovich. Convertida  su mujer en 1762 en emperatriz,  la zarina Catalina  ordenó la construcción de la residencia suburbial llamada «Mi propia casa de campo». Con tal propósito, Rinaldi construyó varios pabellones: 
- el Palazzo Cinese (1762-1768), una mezcla de arquitectura barroca y motivos chinos y clásicos, con interiores lujosamente decorados con boiserie y techos pintados por Stefano Torelli y artistas de la escuela veneciana, sobre temas de chinería.
- el Pabellón de Katálnaya Gorka (de la "montaña rusa") (1762-1774), un complejo pabellón  con cúpula con ricos interiores;
- el Pabellón Kámennoe Zalo (la Sala de Piedra)
- el Arco de triunfo o Puertas de Honor  coronado por una aguja.

El parque Superior se creó entre 1750 y 1770.

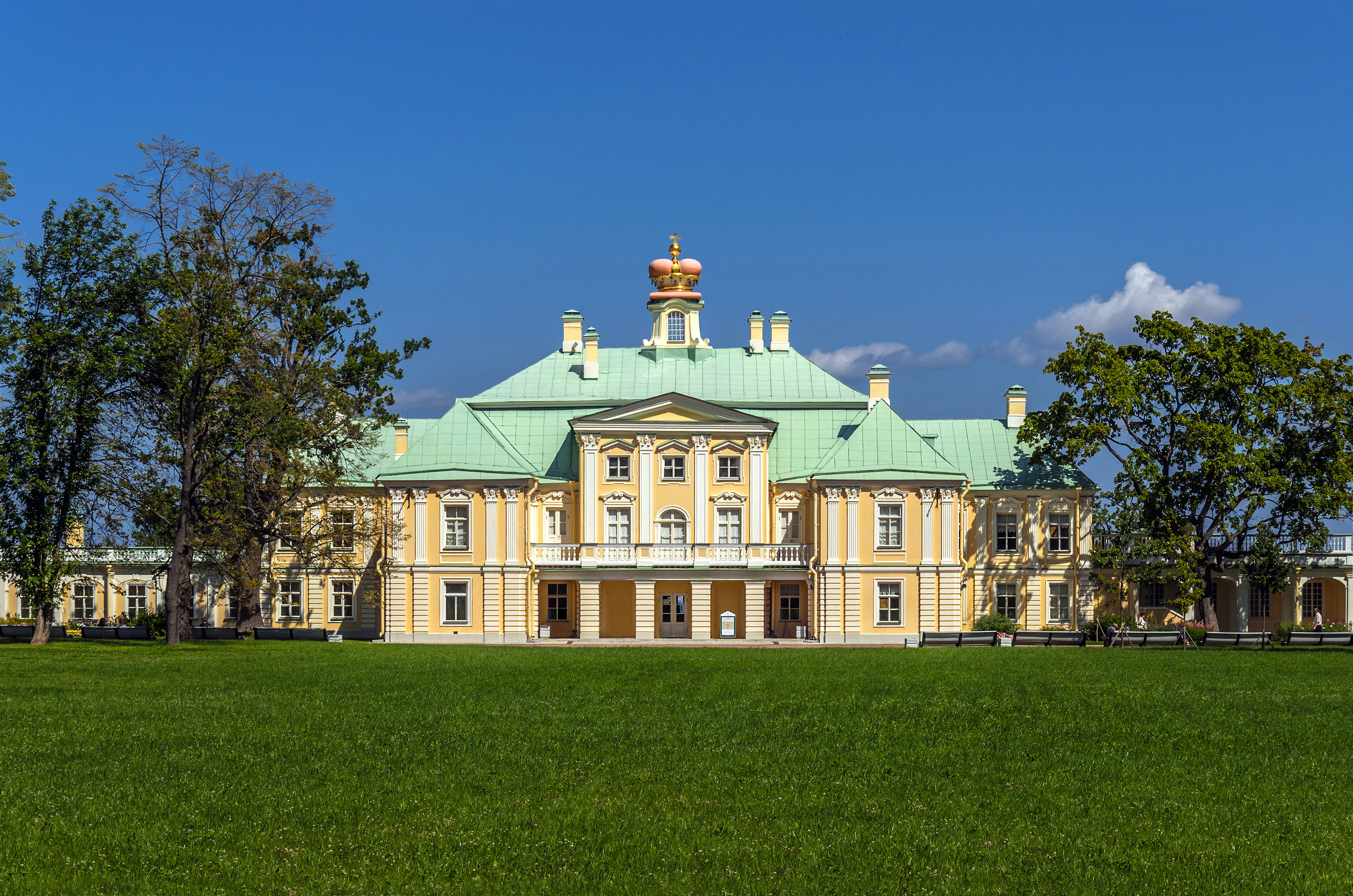
Fachada sur del Gran Palacio Ménshikov
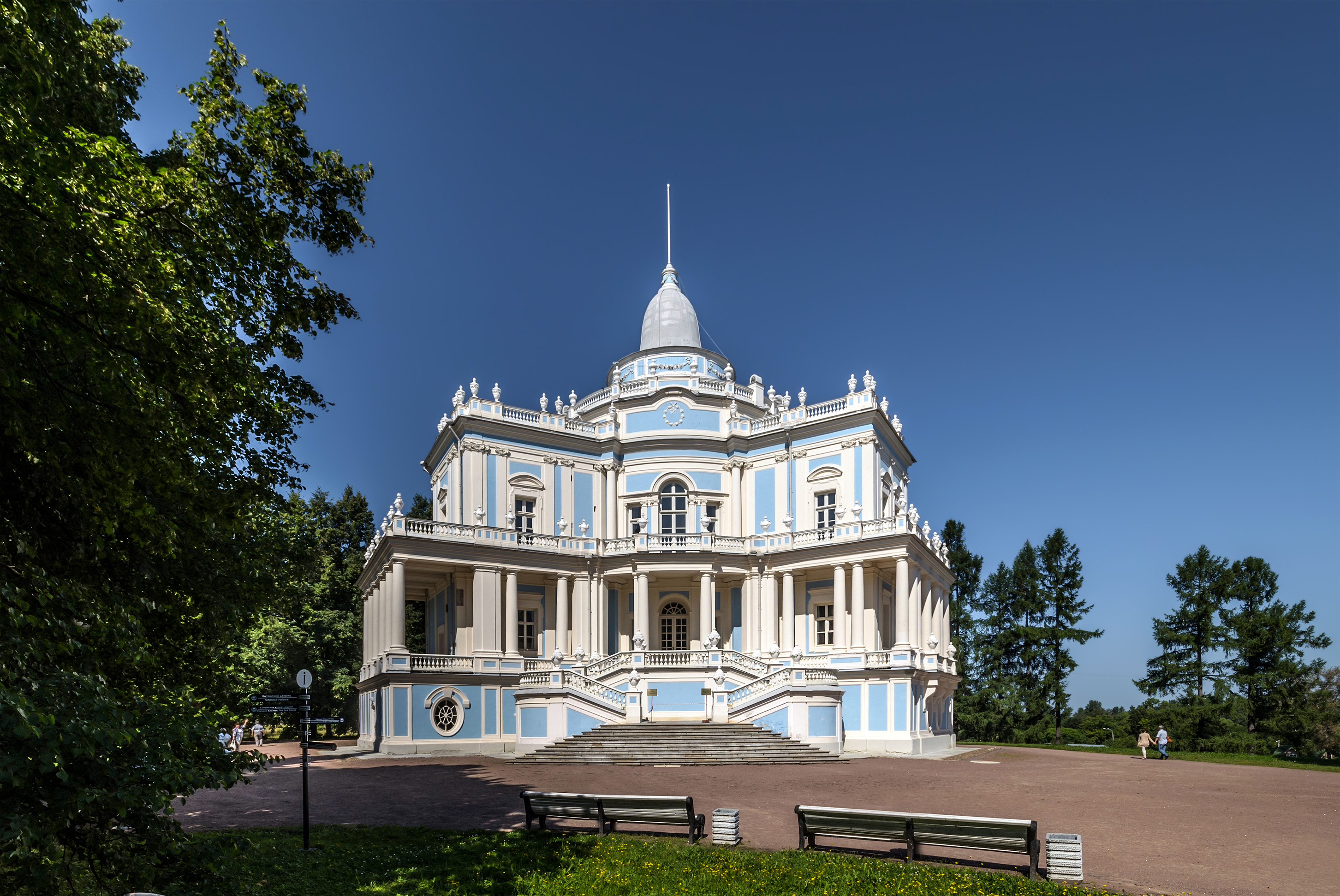
Pabellón Katálnaya gorka, una parte del complejo del XVIII (montaña rusa)
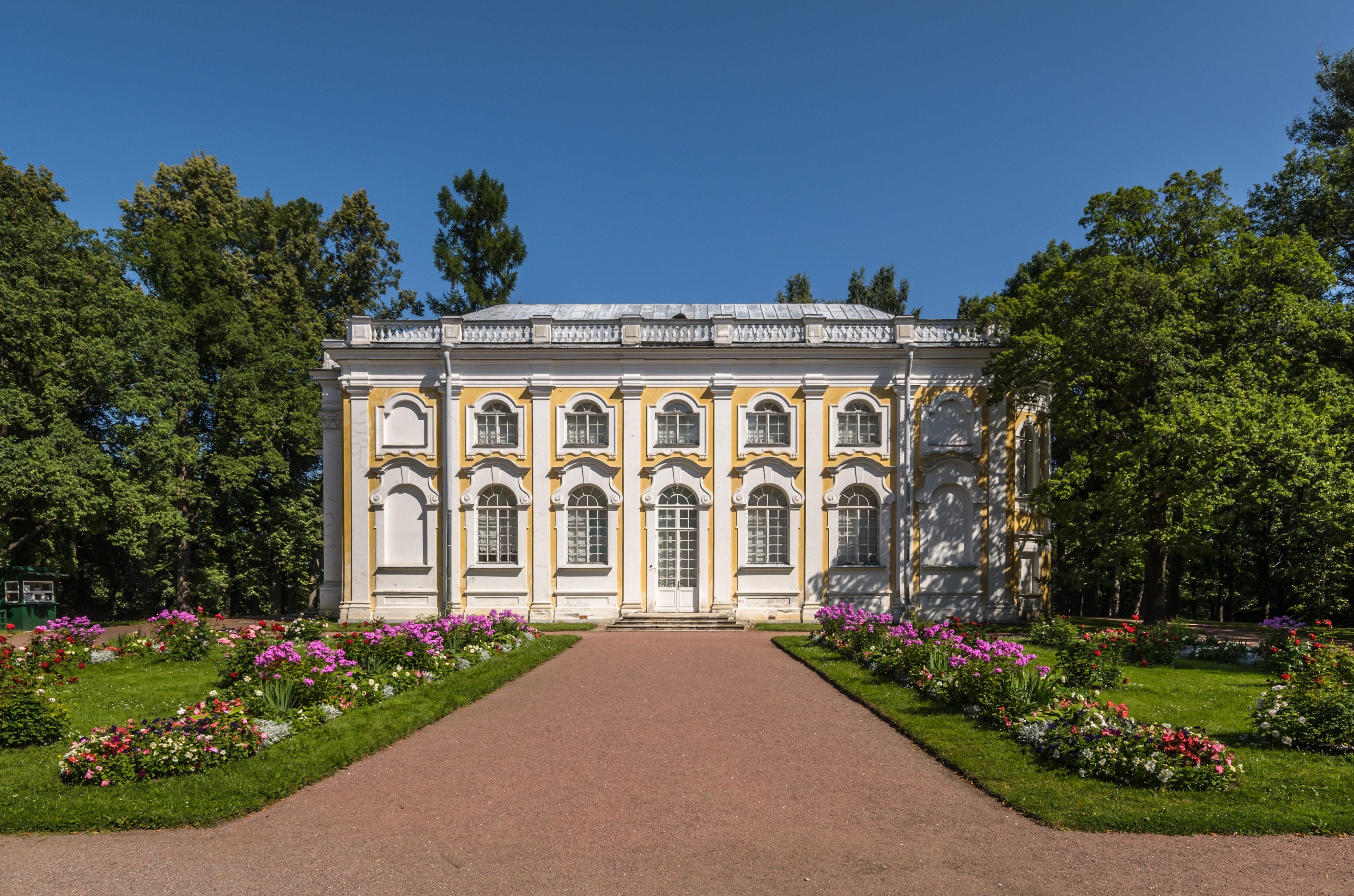
Pabellón Kámmenoe zalo (Sala de Piedra)
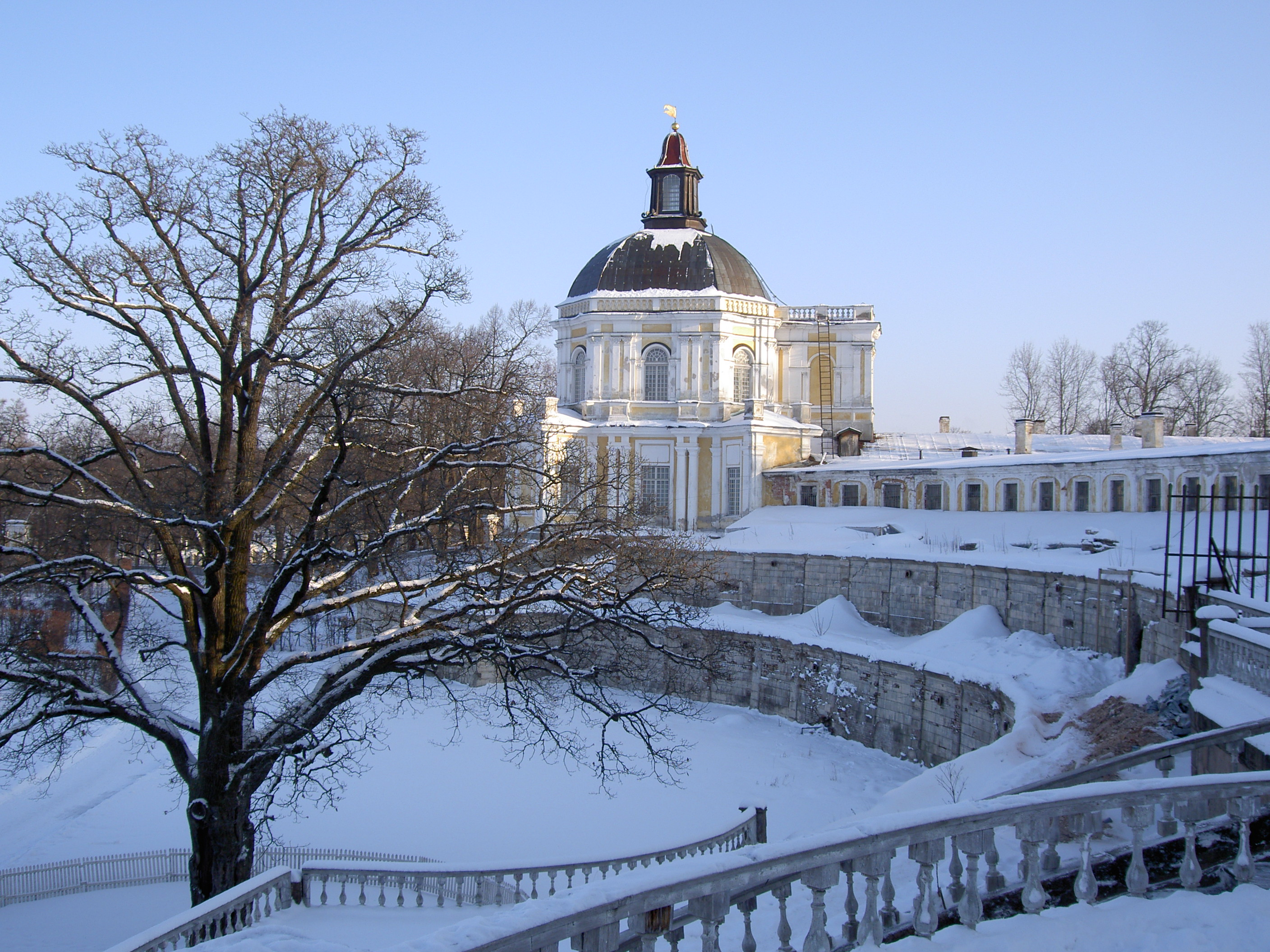
Ala este del Gran Palacio Ménshikov
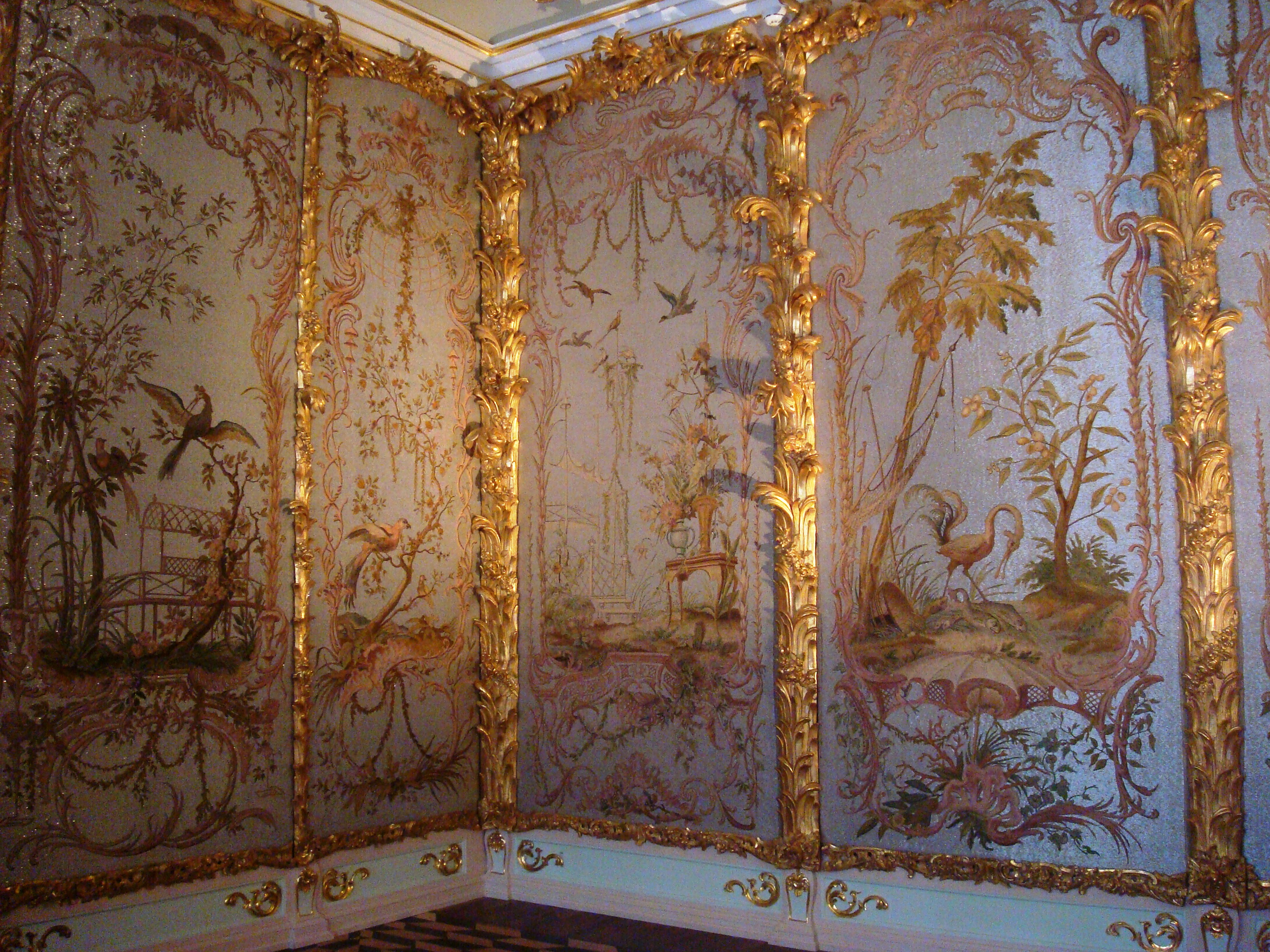
La boiserie del Palazzo Cinese.
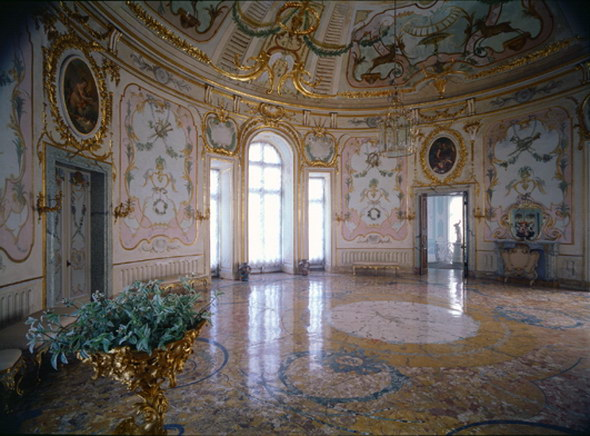
Interior del Pabellón de Katálnaya Gorka.
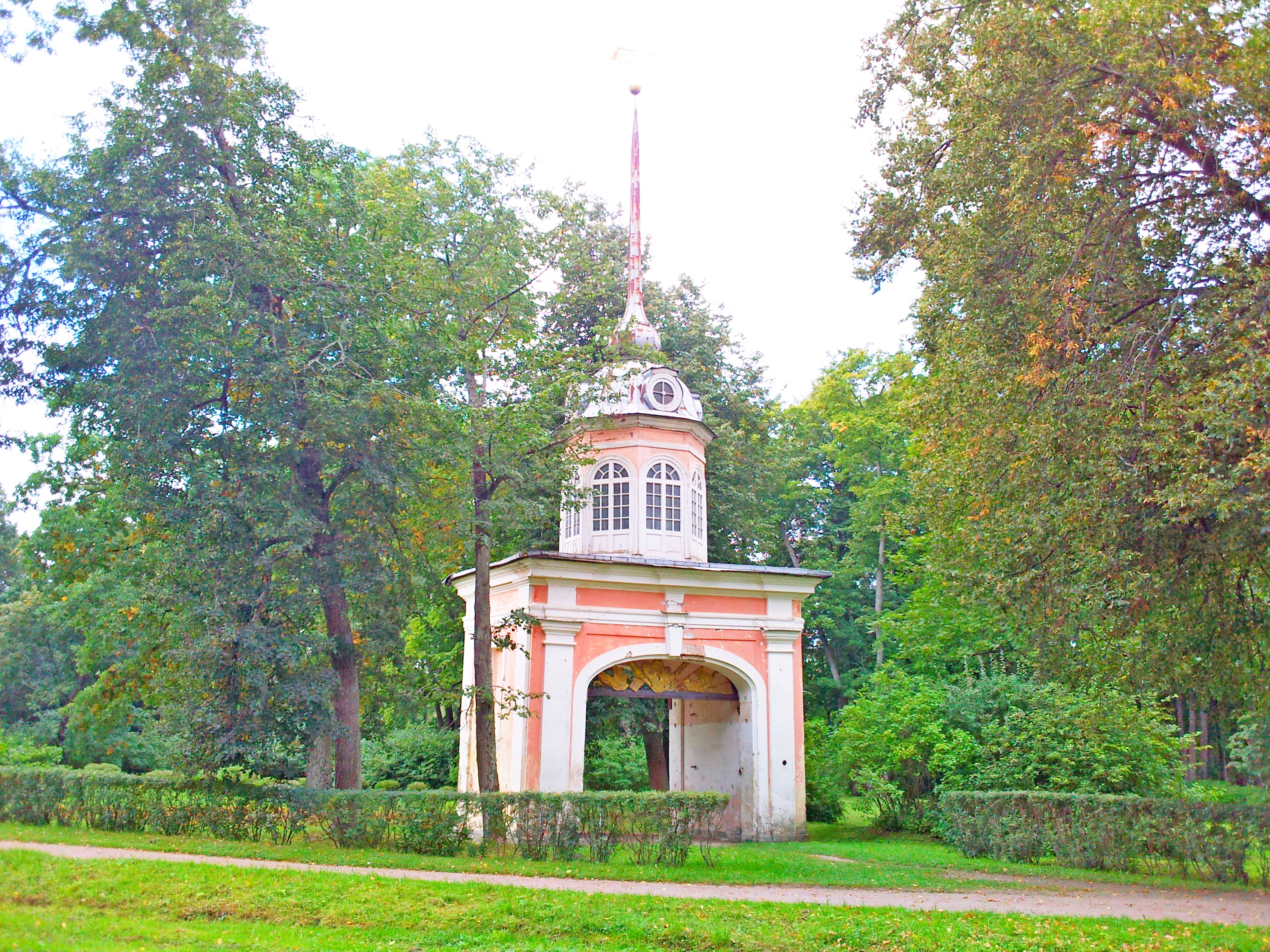
Arco de triunfo.

## Esculturas en Oranienbaum

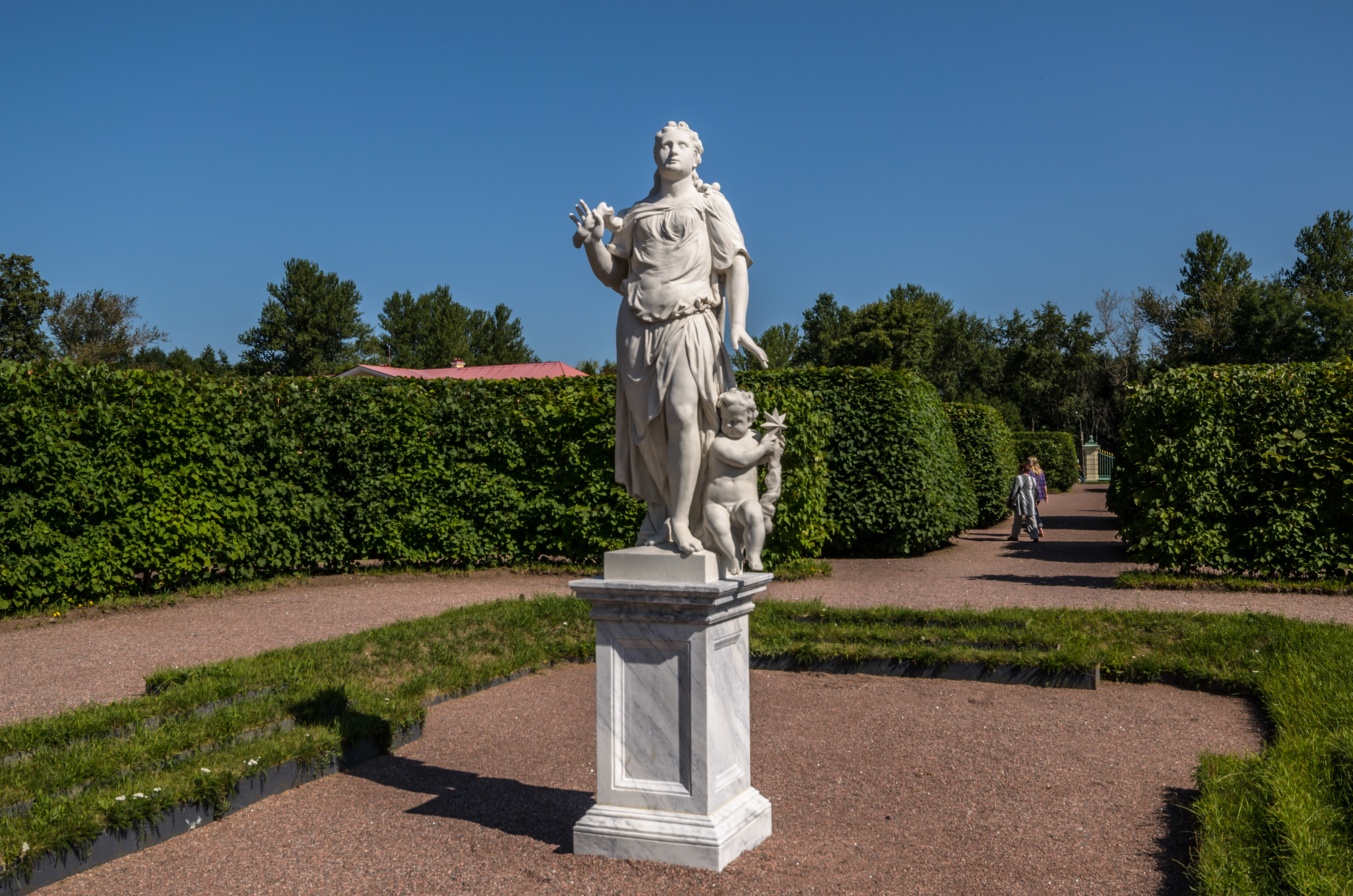
Aire
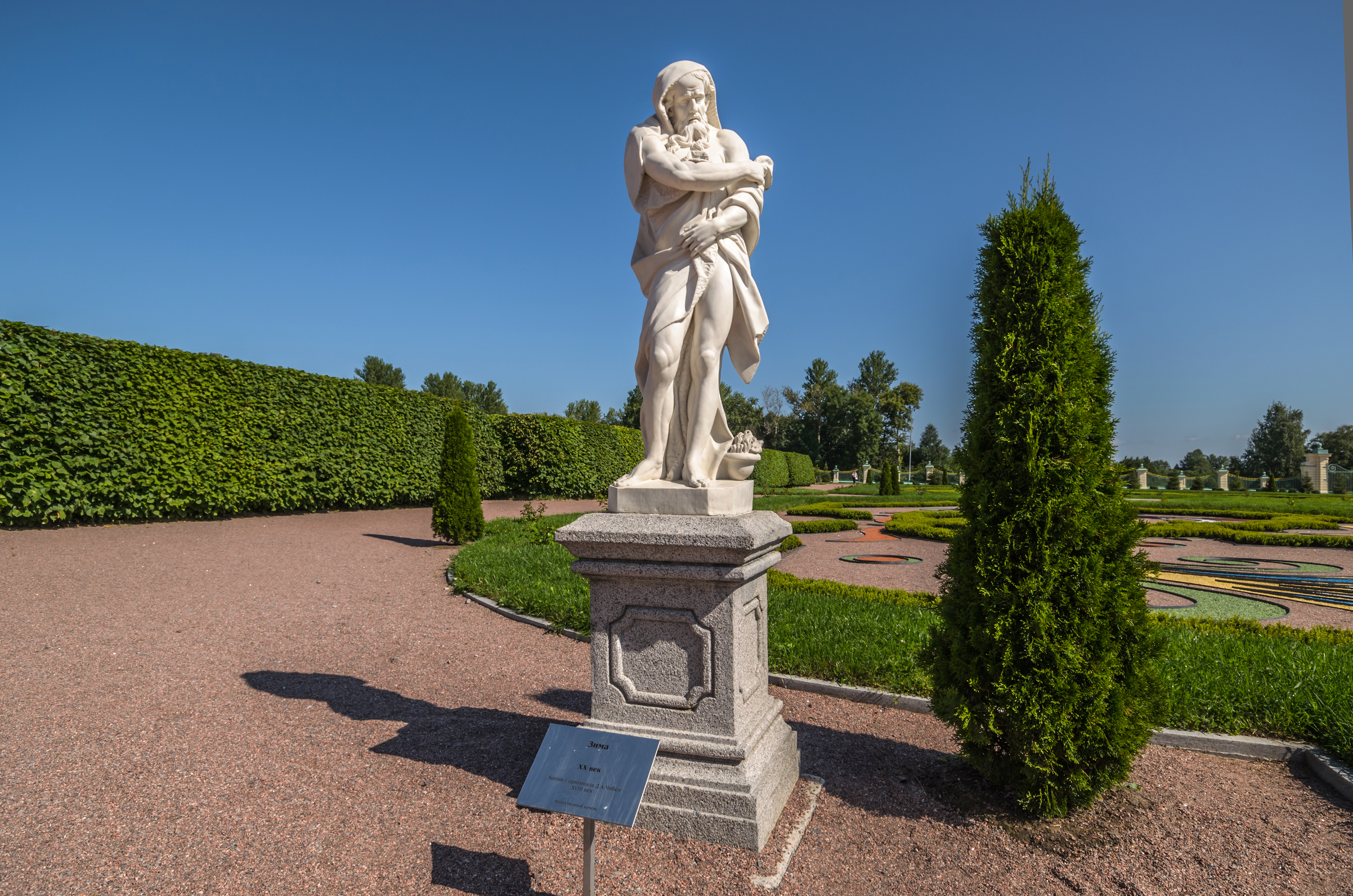
Invierno
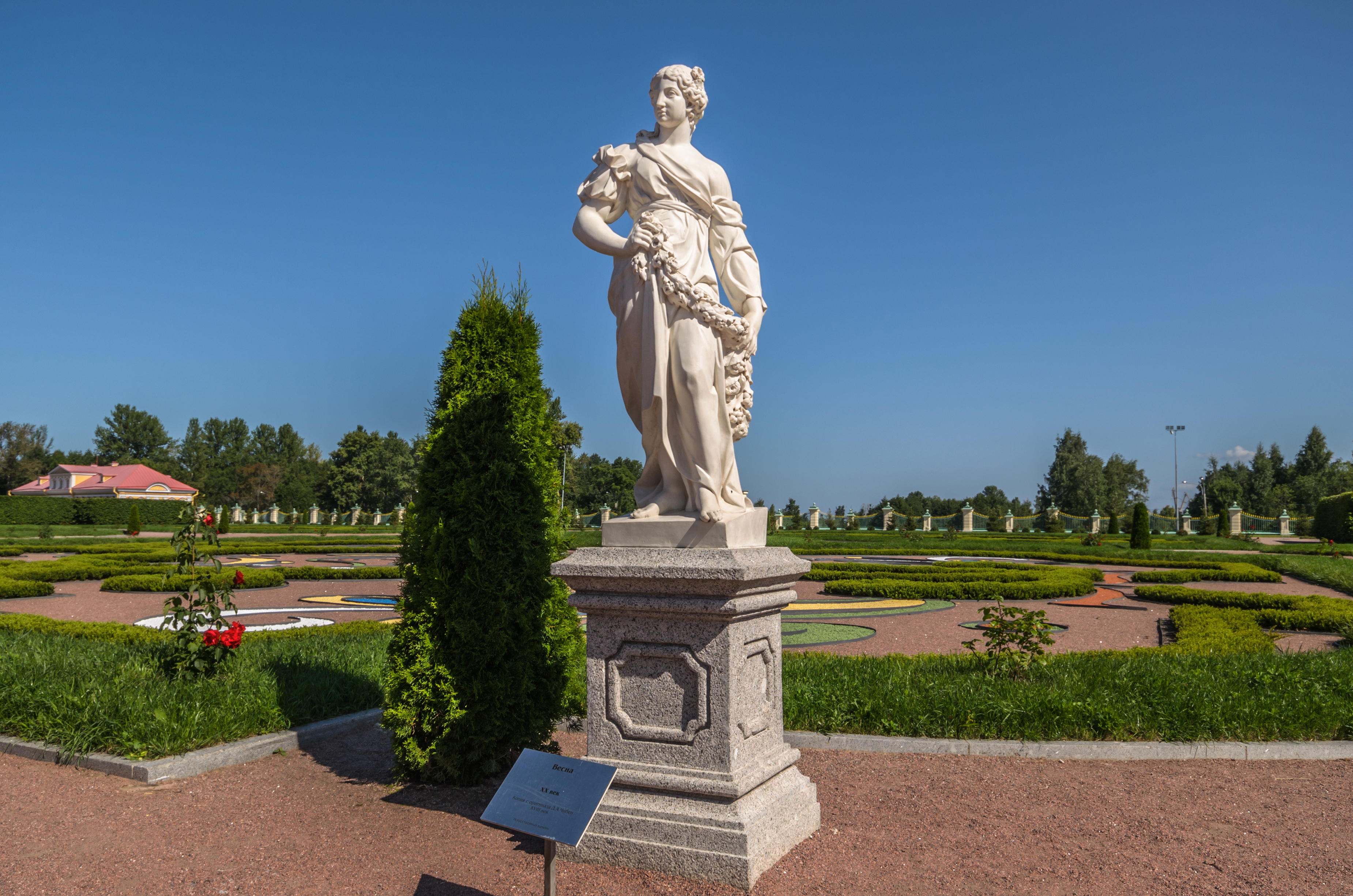
Primavera

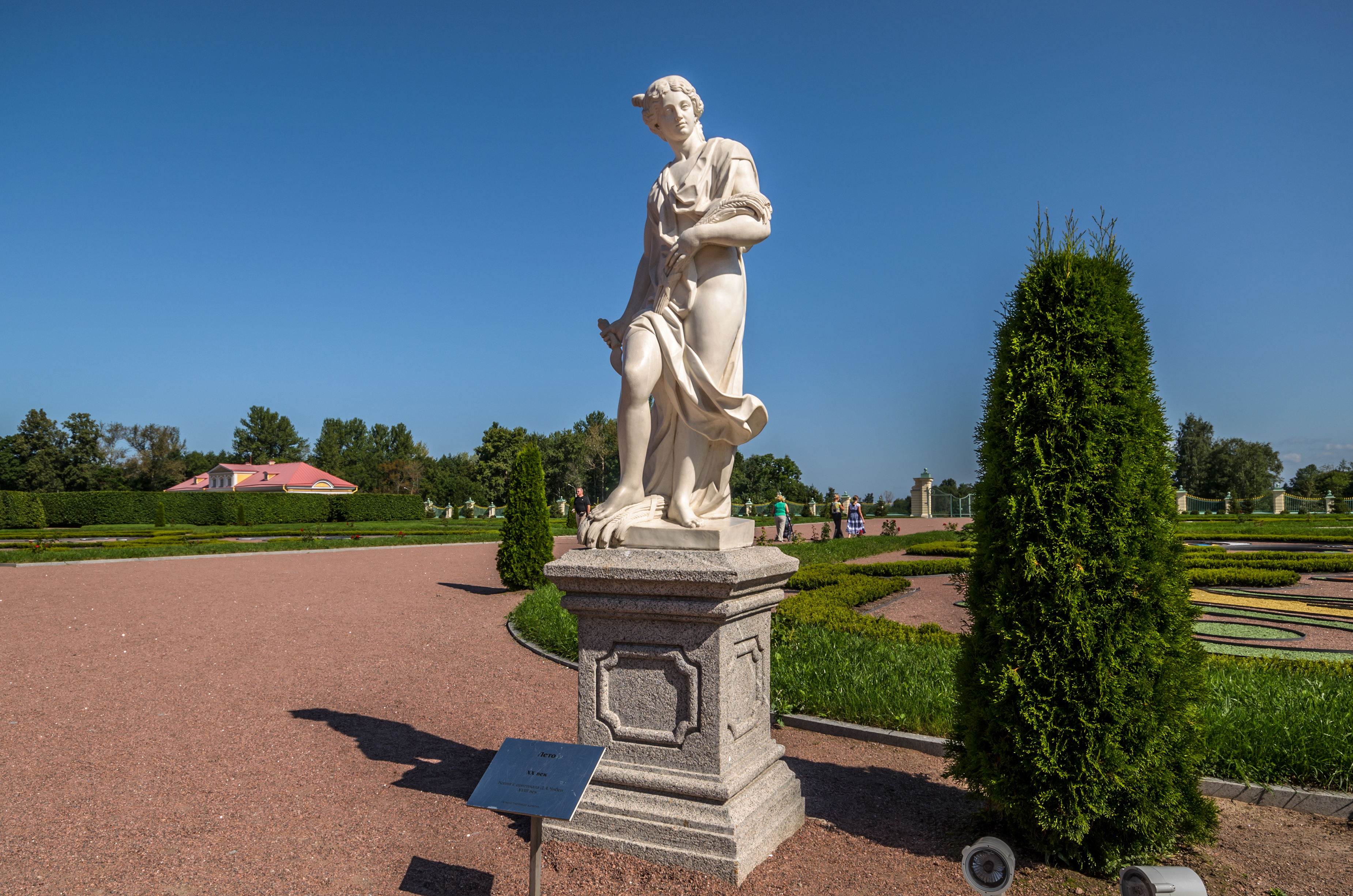
Verano
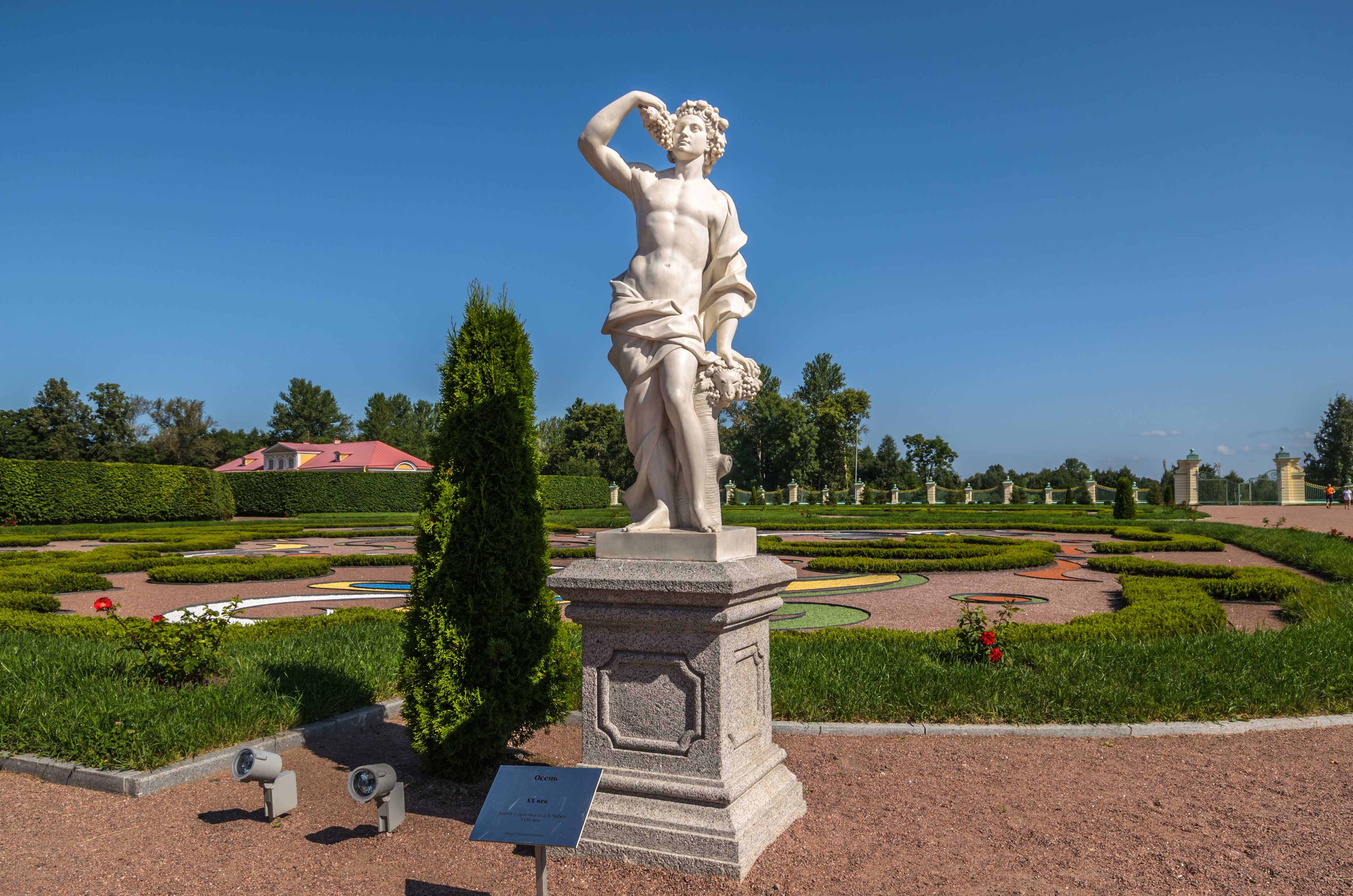
Otoño
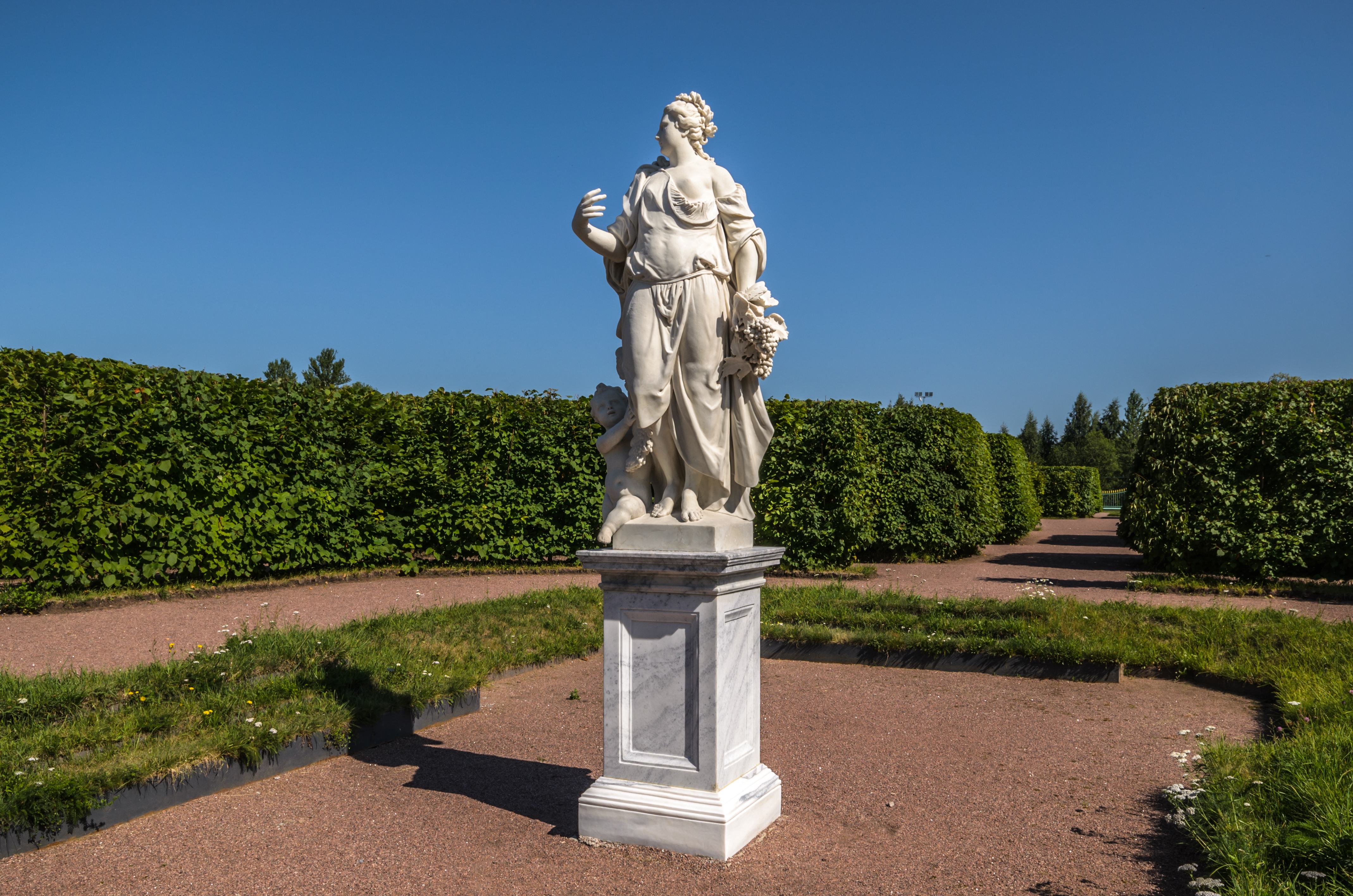
Tierra

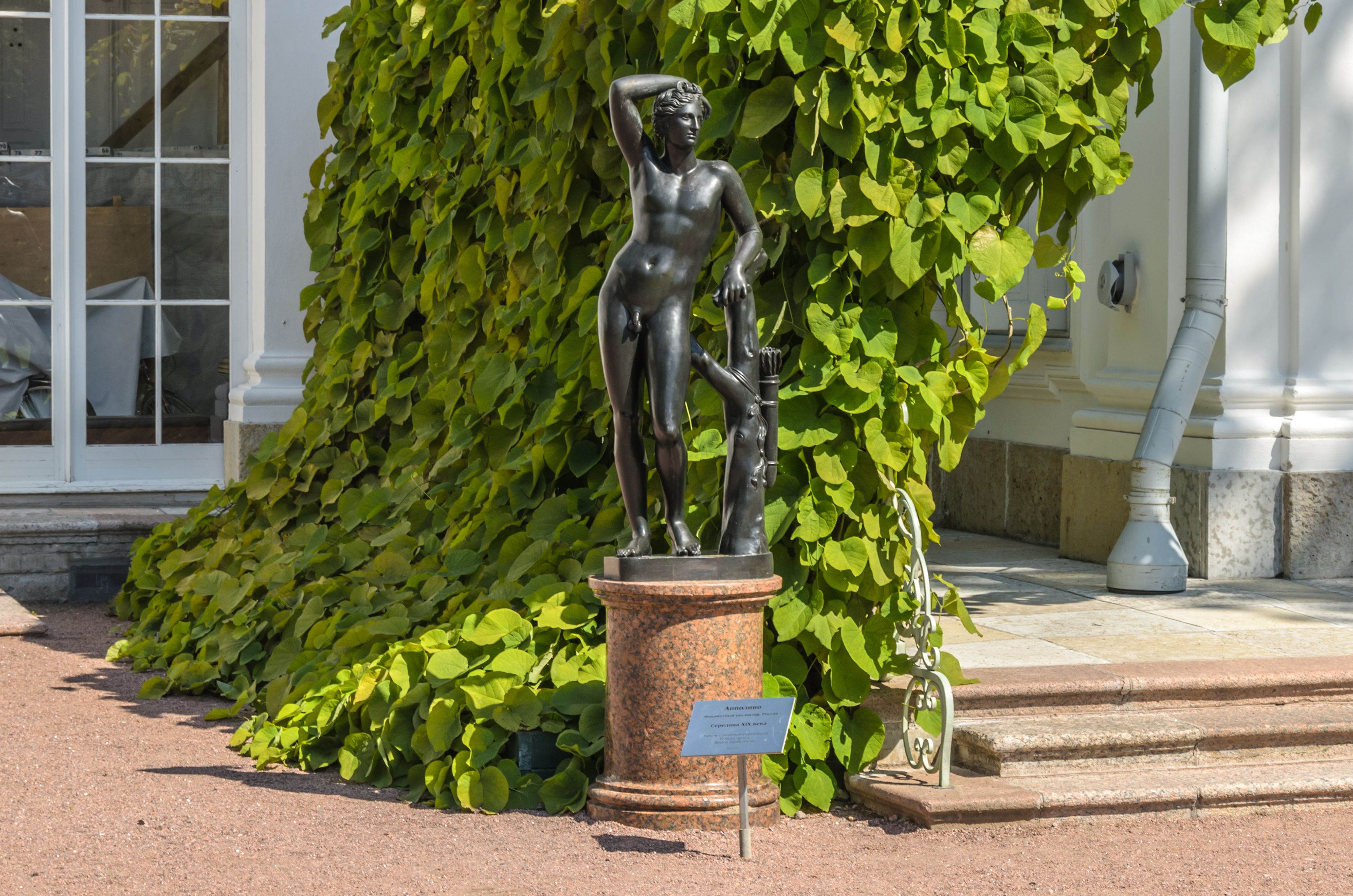
Apollino
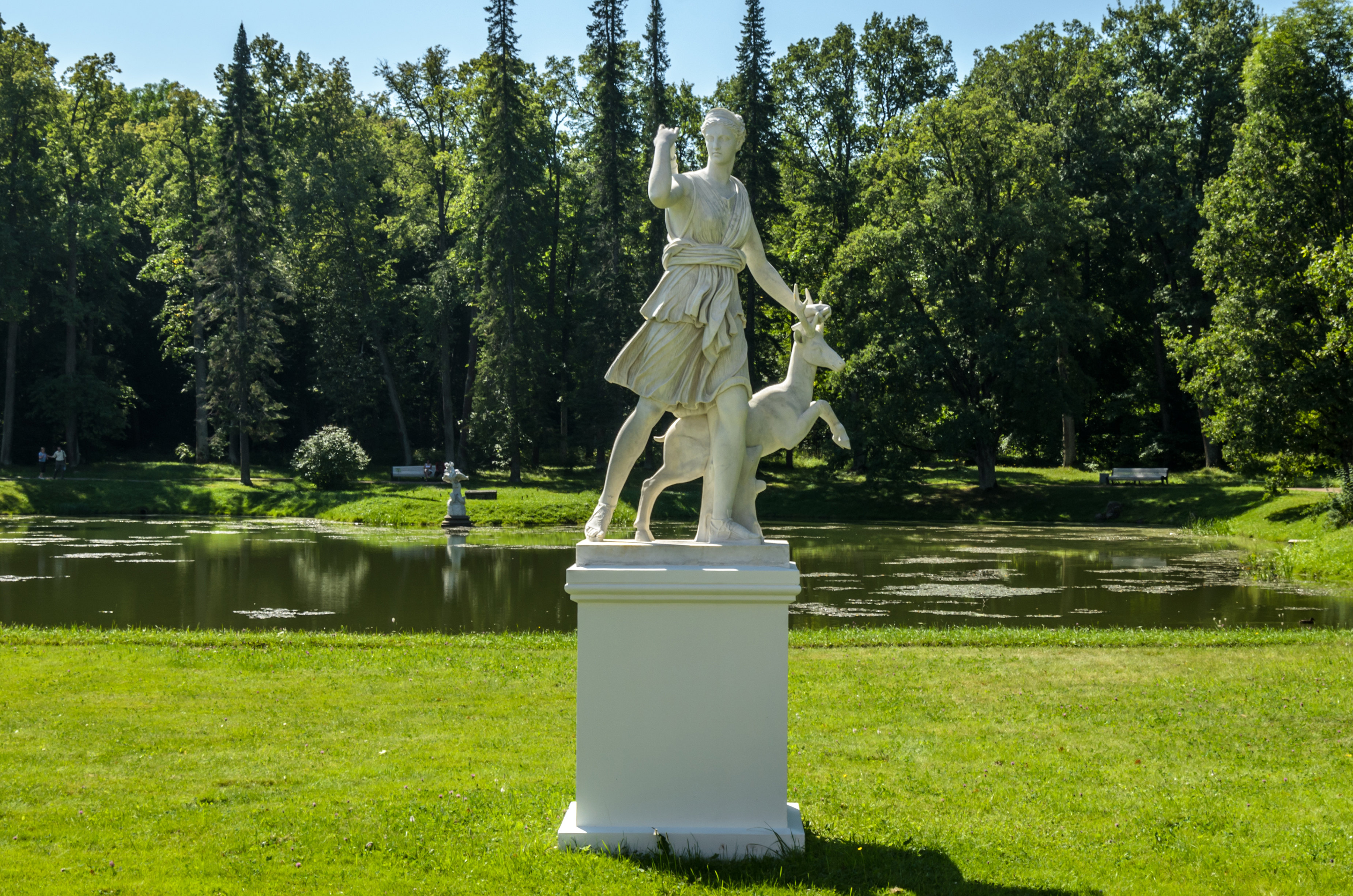
Diana de Versalles
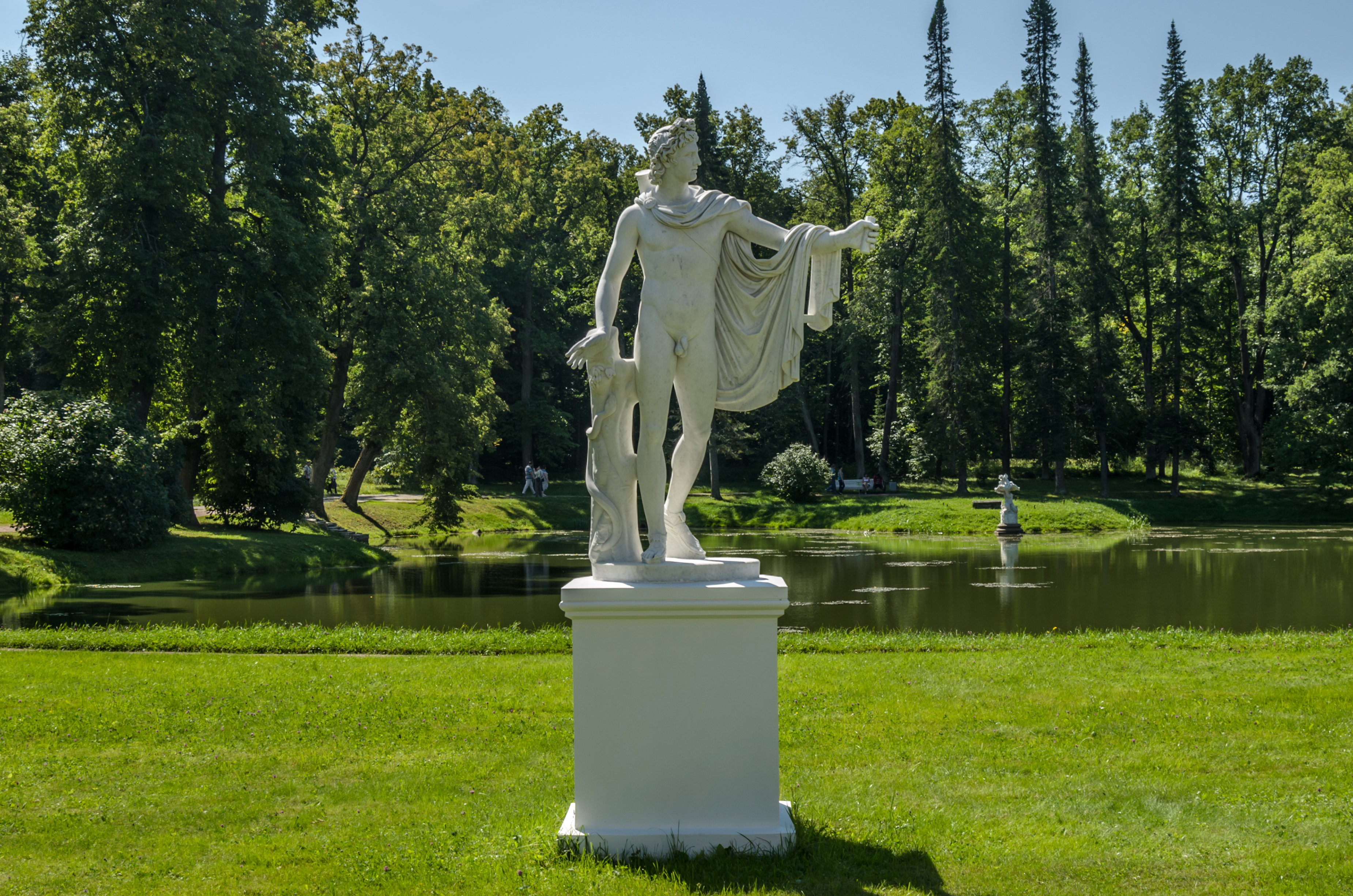
Apolo de Belvedere
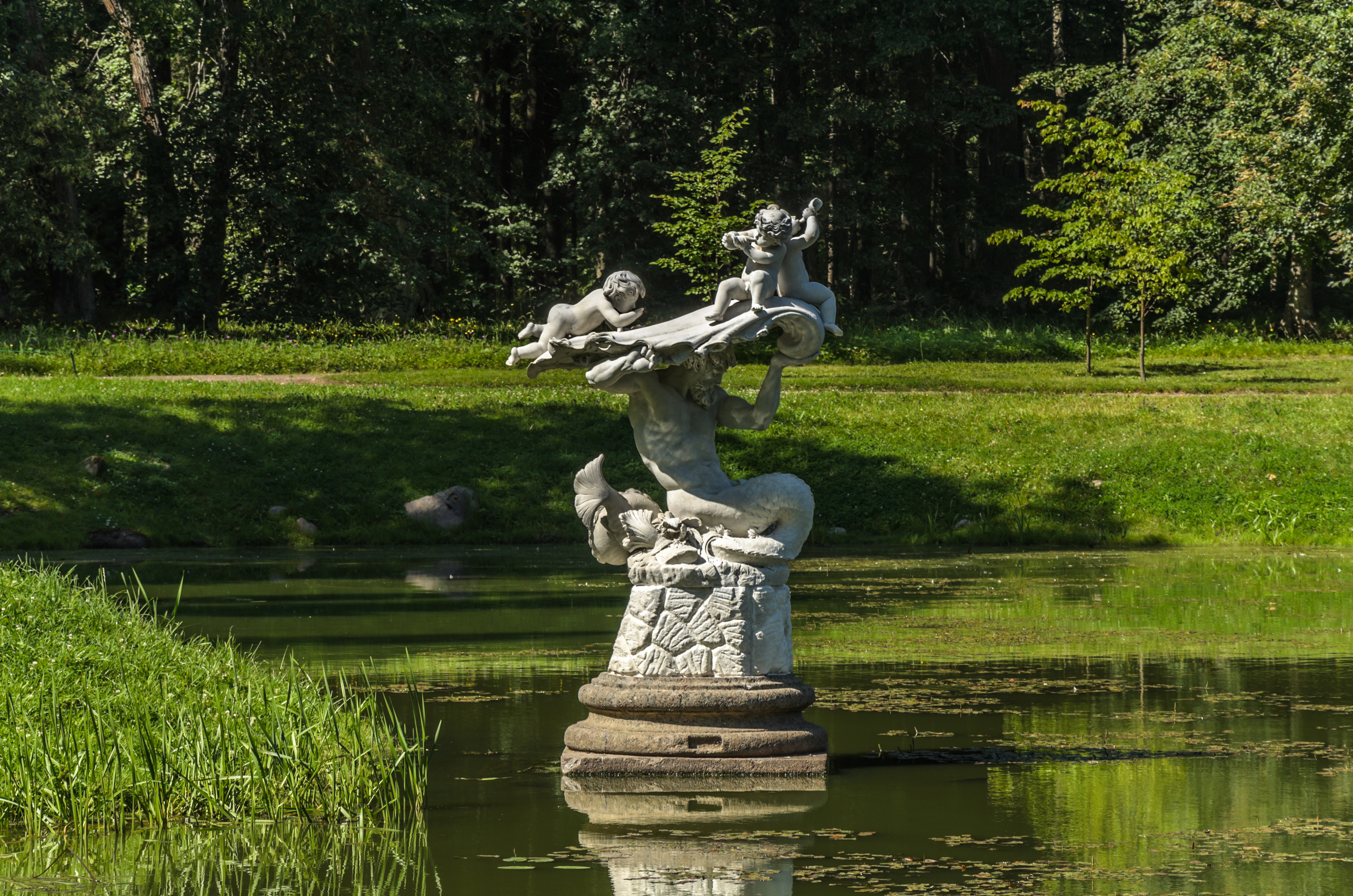
Tritón salvando niños
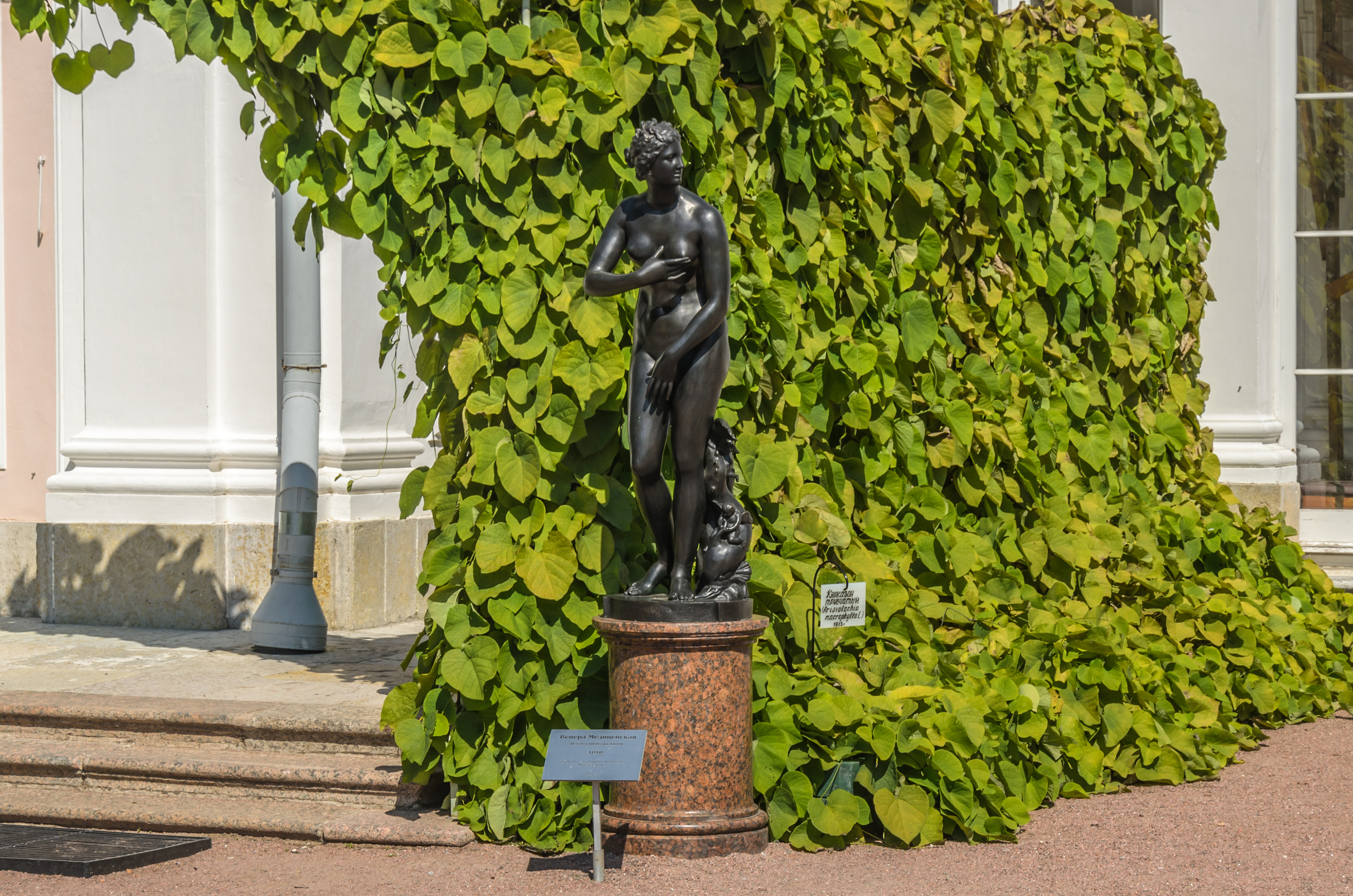
Venus de Médici

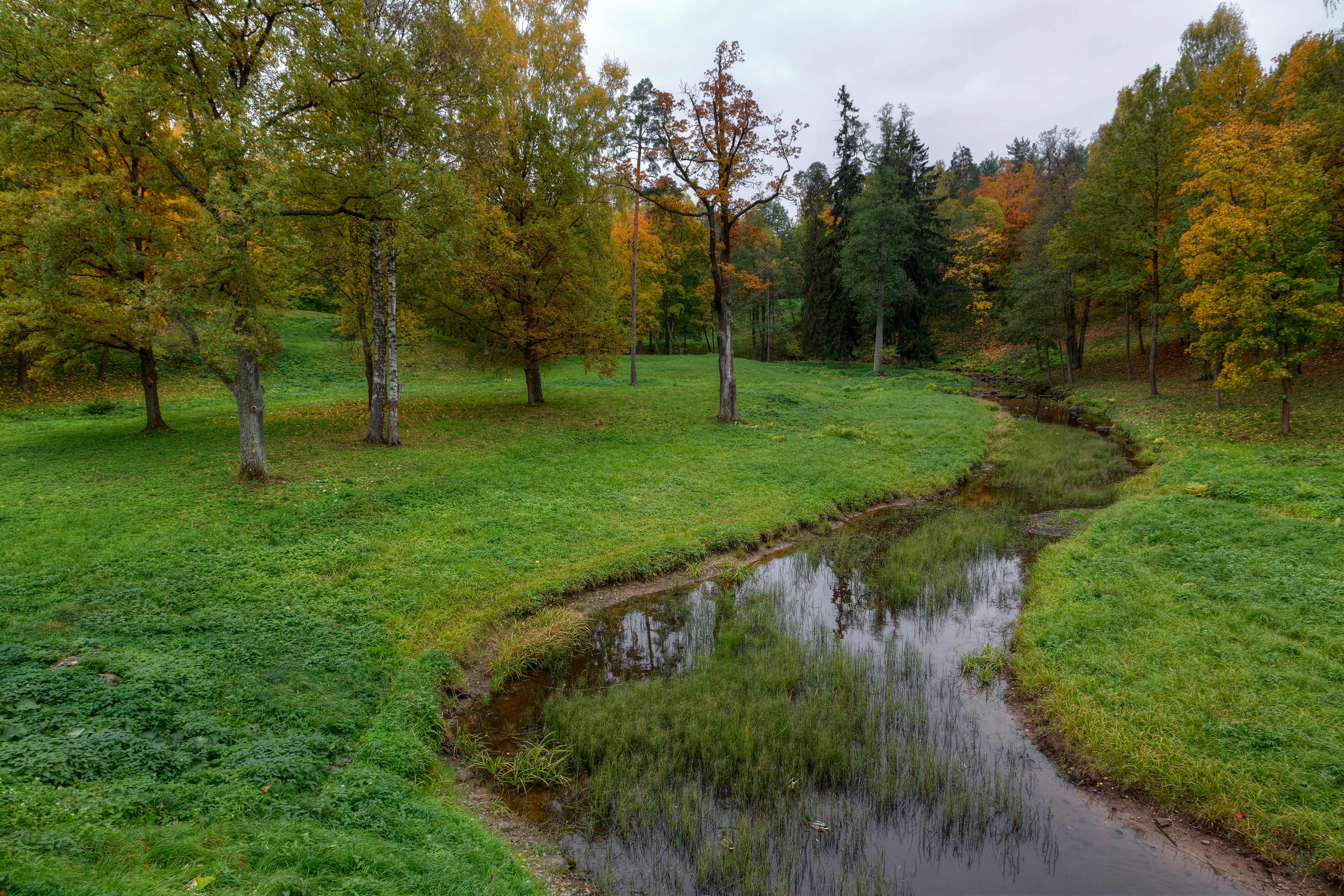
Valle del río Karasta
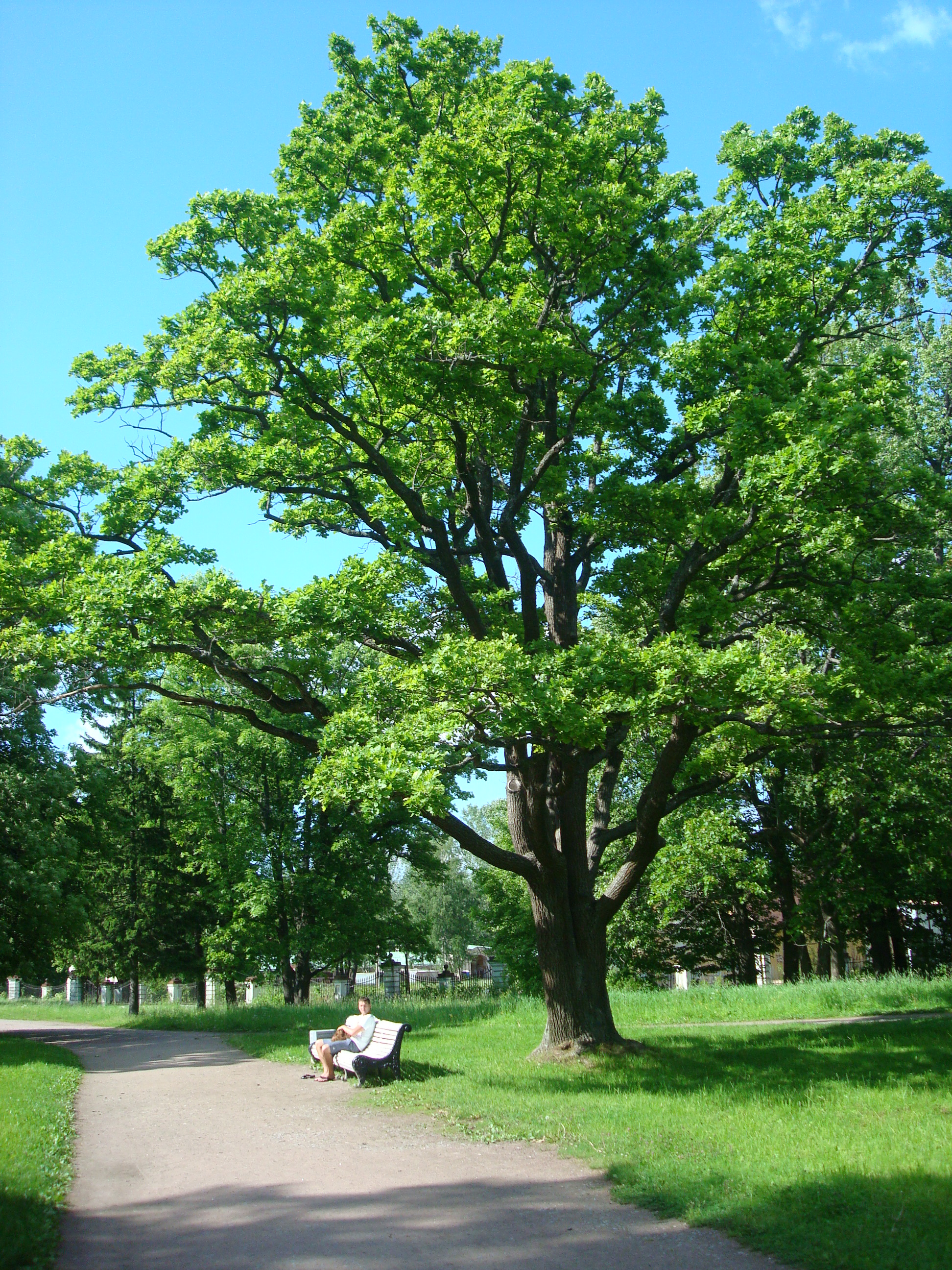
Paseo del parque
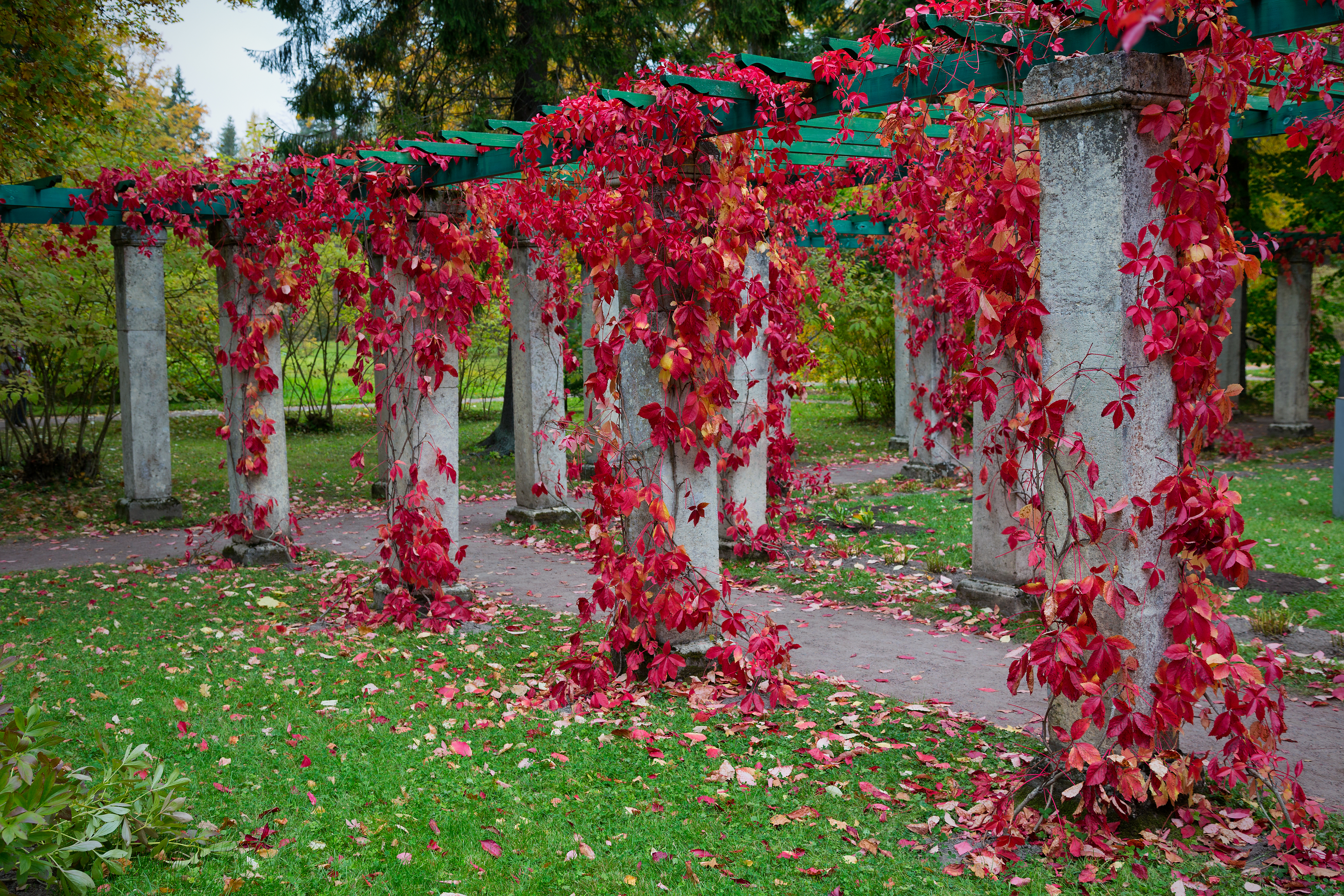
Pérgola en el Palacio Chino
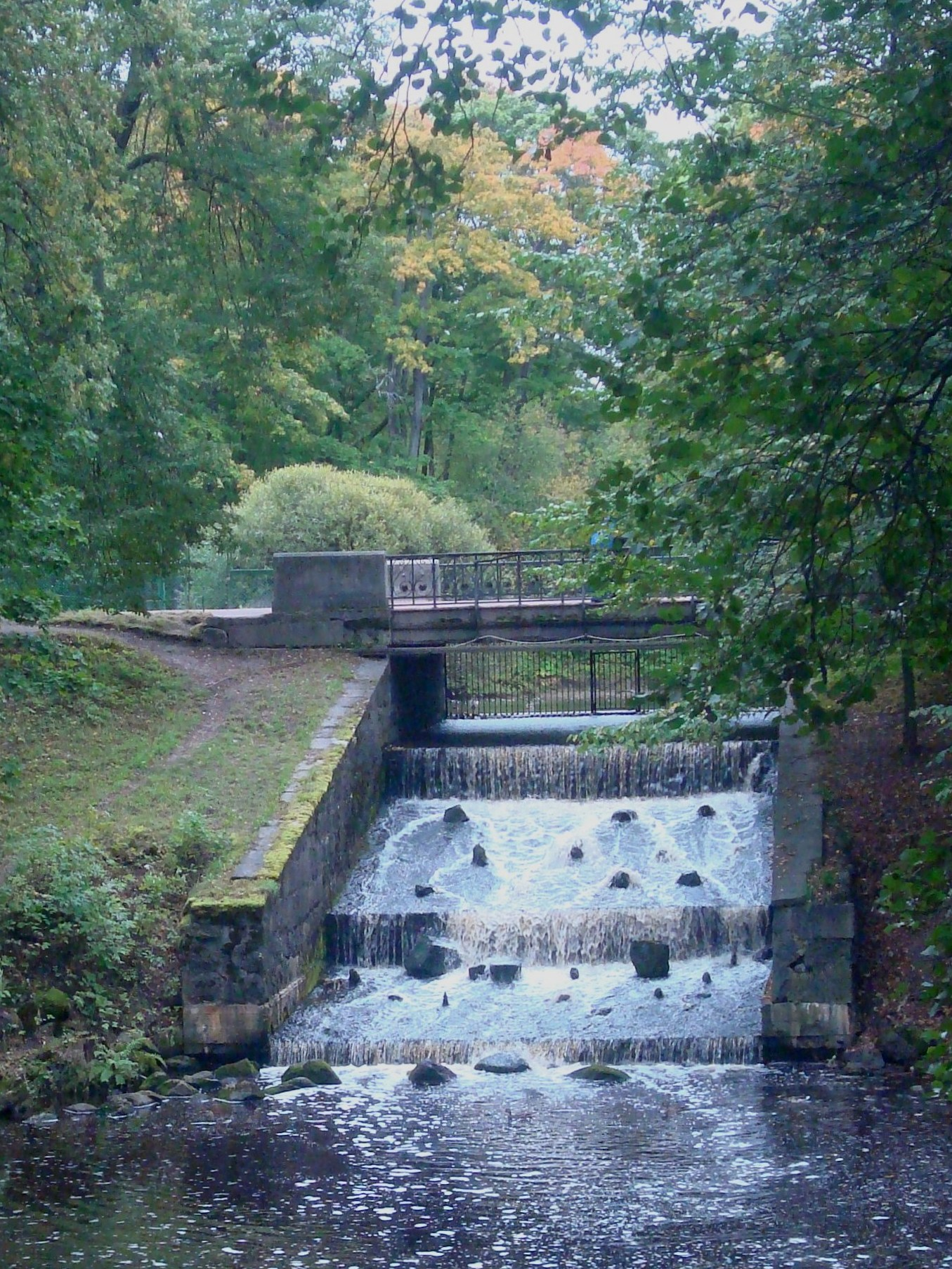
Cascada
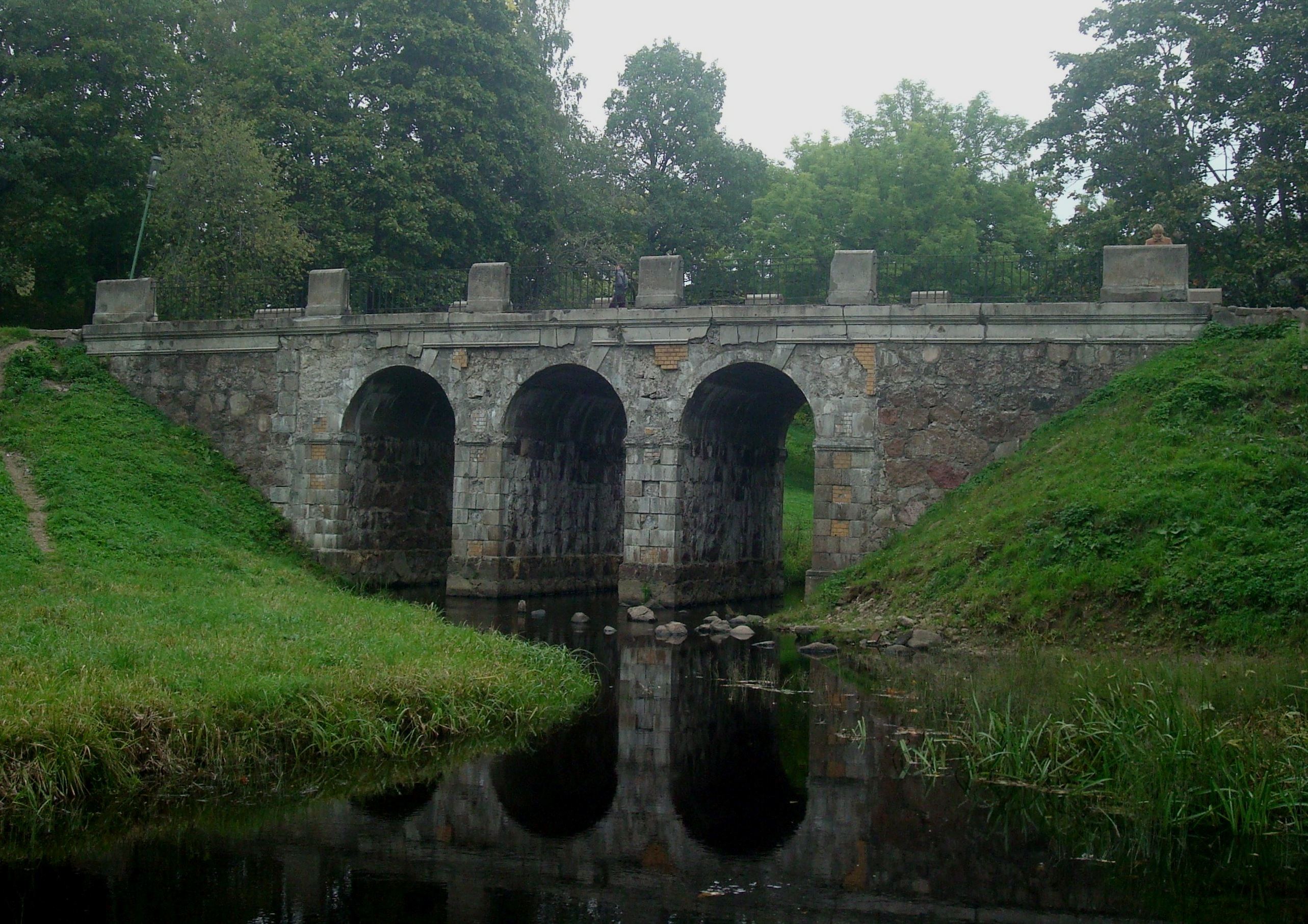
Puente Petrovski